# Liste d'orchestres symphoniques
Cette liste recense les orchestres symphoniques professionnels permanents actuels classés par pays.

## Allemagne
- Orchestre symphonique de la SWR de Baden-Baden et Fribourg-en-Brisgau (SWR Sinfonieorchester Baden-Baden und Freiburg), fondé en 1946[1], dissous en 2016
- Orchestre symphonique de Bamberg (Bamberger Symphoniker), fondé en 1946[2], direction Jonathan Nott
- Deutsches Symphonie-Orchester Berlin, fondé en 1946[3] (situé à Berlin-Ouest durant la partition de la ville), direction Robin Ticciati
- Konzerthausorchester Berlin (Berliner Sinfonie-Orchester jusqu'en août 2006)[4], fondé en 1952 (situé à Berlin-Est durant la partition de la ville), direction Lothar Zagrosek
- Orchestre philharmonique de Berlin (Berliner Philharmoniker), fondé en 1882[4] (situé à Berlin-Ouest durant la partition de la ville), direction Kiril Petrencko
- Rundfunk-Sinfonieorchester Berlin (Orchestre symphonique de la radio de Berlin)[5], fondé en 1923 (situé à Berlin-Est durant la partition de la ville), direction Vladimir Jurowski
- Berliner Symphoniker, fondé en 1967[3]
- Staatskapelle de Berlin, fondé en 1570[5]
- Orchestre symphonique de Bochum (Bochumer Symphoniker), fondé en 1919[6]
- Orchestre Beethoven de Bonn (Beethoven Orchester Bonn), fondé en 1919[6]
- Orchestre du Gürzenich de Cologne (Gürzenich-Orchester Köln), fondé en 1857[6], direction Markus Stenz
- Orchestre symphonique de la WDR de Cologne (WDR Sinfonieorchester Köln), fondé en 1947, direction Semyon Bychkov
- Orchestre philharmonique de Dortmund (Philharmonisches Orchester Dortmund), fondé en 1887[7]
- Orchestre philharmonique de Dresde (Dresdner Philharmonie), fondé en 1870[7], direction Rafael Frühbeck de Burgos
- Staatskapelle de Dresde (Sächsische Staatskapelle Dresden), fondé en 1548[8], direction Fabio Luisi
- Orchestre philharmonique de Duisbourg (Duisburger Philharmoniker), fondé en 1877[8]
- Orchestre symphonique de Düsseldorf (Düsseldorfer Symphoniker), fondé en 1864[9]
- Orchestre de l'Opéra et du Musée de Francfort (de) (Frankfurter Opern- und Museumsorchester), fondé en 1808[9]
- Hr-Sinfonieorchester (Orchestre symphonique de la radio de Francfort), fondé en 1929[10]
- Orchestre philharmonique de Hambourg (Philharmoniker Hamburg), fondé en 1828[10], direction Kent Nagano
- Orchestre symphonique de Hambourg (de) (Hamburger Symphoniker), fondé en 1957, direction Andrey Boreyko
- NDR Elbphilharmonie Orchester (Hambourg) (NDR Elbphilharmonie Orchester), (anciennement Orchestre symphonique de la NDR), fondé en 1945[11]
- Orchestre philharmonique de la NDR (Hanovre) (Orchestre philharmonique de la NDR de Hanovre), fondé en 1950[12]
- Nordwestdeutsche Philharmonie (Herford), fondé en 1950[12]
- Orchestre du Gewandhaus de Leipzig (Gewandhausorchester Leipzig), fondé en 1781[12], direction Andris Nelsons
- Orchestre symphonique de la MDR (Orchestre symphonique du Mitteldeutscher Rundfunk) (Leipzig), fondé en 1924[13]
- Orchestre philharmonique de Rhénanie-Palatinat (Ludwigshafen) (Staatsphilharmonie Rheinland-Pfalz), fondé en 1919[14]
- Philharmonia Hungarica (Marl), fondé en 1957, dissous en 2001[14]
- Meininger Hofkapelle (Meiningen), fondé en 1690[15]
- Orchestre philharmonique de Munich (Münchner Philharmoniker), fondé en 1893[15], direction Lahav Shani
- Orchestre de la radio de Munich (Münchner Rundfunkorchester), fondé en 1952[16]
- Orchestre symphonique de la Radiodiffusion bavaroise (Munich) (Symphonieorchester des Bayerischen Rundfunks), fondé en 1949[16], direction Mariss Jansons
- Deutsche Radio Philharmonie Saarbrücken Kaiserslautern, fondé en 1937[16]
- Orchestre philharmonique de Nuremberg (Nürnberger Philharmoniker), fondé en 1922
- Orchestre symphonique de Nuremberg (Nürnberger Symphoniker), fondé en 1946
- Orchestre philharmonique de Stuttgart (Stuttgarter Philharmoniker), fondé en 1924[17]
- Orchestre symphonique de la radio de Stuttgart (Radio-Sinfonieorchester Stuttgart des SWR), fondé en 1945[17], dissous en 2016
- Orchestre symphonique de la SWR (SWR Symphonieorchester), issu de la fusion de l'Orchestre symphonique de la SWR de Baden-Baden et Fribourg-en-Brisgau et de l'Orchestre symphonique de la radio de Stuttgart, fondé en 2016
- Orchestre symphonique de Wuppertal (Sinfonieorchester Wuppertal), fondé en 1862[18]

## Argentine
- Orchestre philharmonique de Buenos Aires (Orquesta Filarmónica de Buenos Aires), fondé en 1946

## Australie
- Orchestre symphonique d'Adélaïde (Adelaide Symphony Orchestra), fondé en 1936
- Orchestre symphonique de Melbourne (Melbourne Symphony Orchestra), fondé en 1888[18]
- Orchestre symphonique de Sydney (Sydney Symphony), fondé en 1932[18]

## Autriche
- Orchestre philharmonique de Vienne (Wiener Philharmoniker), fondé en 1842[19] (dirigé uniquement par des chefs invités depuis 1933 comme Hans Richter, Arthur Nikisch, Franz Schmidt, Willi Boskovsky)
- Orchestre symphonique de Vienne (Wiener Symphoniker), fondé en 1900[20]
- Orchestre Bruckner de Linz (Bruckner Orchester Linz), fondé en 1903[19]
- Orchestre du Mozarteum de Salzbourg, fondé en 1922[19]
- Orchestre symphonique de la radio de Vienne (Radio-Symphonieorchester Wien), fondé en 1945[21]
- Orchestre Tonkünstler de Basse-Autriche (Tonkünstler-Orchester Niederösterreich), fondé en 1945[20]

## Belgique
- Orchestre symphonique de la RTBF, fondé en 1935, dissous en 1991[22]
- Orchestre national de Belgique, fondé en 1936[23], direction Andreï Boreïko
- Antwerp Symphony Orchestra, fondé en 1955[23], direction Philippe Herreweghe
- Orchestre philharmonique royal de Liège, fondé en 1960[22] par Fernand Quinet, direction Christian Arming
- Brussels Philharmonic, fondé en 1978[23], direction Stéphane Denève

## Brésil
- Orchestre symphonique de l'État de São Paulo (Orquestra Sinfônica do Estado de São Paulo), fondé en 1954

## Bulgarie
- Orchestre philharmonique de Sofia, fondé en 1928[24]
- Orchestre symphonique de la radio nationale bulgare, fondé en 1948[24]

## Canada
- Orchestre philharmonique de Calgary, fondé en 1955, direction Roberto Minczuk
- Orchestre du Centre national des arts (Ottawa), fondé en 1969[25], direction Pinchas Zukerman
- Orchestre Métropolitain du Grand Montréal, fondé en 1981, direction Yannick Nézet-Séguin
- Orchestre symphonique régional de l'Abitibi-Témiscamingue, fondé en 1987, direction Jacques Marchand
- Orchestre symphonique de Laval, fondé en 1984, direction Alain Trudel
- Orchestre symphonique de Kingston, fondé en 1953, direction Glen Fast
- Orchestre symphonique de Montréal, fondé en 1934[24], direction Kent Nagano
- Orchestre symphonique du Nouveau-Brunswick (Symphony New-Brunswick), fondé en 1950, direction Stéphane Laforest
- Orchestre symphonique de Québec, fondé en 1902[25], direction Fabien Gabel
- Orchestre symphonique du Saguenay-Lac-Saint-Jean, fondé en 1978, direction Jacques Clément
- Orchestre symphonique de Sherbrooke, fondé en 1935, direction Stéphane Laforest
- Orchestre symphonique de Toronto, fondé en 1922[25], direction Peter Oundjian
- Orchestre symphonique de Trois-Rivières, fondé en 1978, direction Jacques Lacombe
- Orchestre symphonique de Vancouver, fondé en 1919, direction Bramwell Tovey

## Chine
- Orchestre philharmonique de Chine (Pékin), fondé en 2000[26]
- Orchestre philharmonique de Hong Kong
- Orchestre de Macao
- Orchestre symphonique national de Chine (Pékin), fondé en 1956[26]
- Orchestre symphonique de Canton, fondé en 1957[26]
- Orchestre symphonique de Guiyang, fondé en 2009
- Orchestre symphonique de Harbin, fondé en 1908
- Orchestre symphonique de Pékin, fondé en 1977
- Orchestre symphonique de Shanghai, fondé en 1879

## Corée du Sud
- Orchestre philharmonique de Séoul, fondé en 1945[27]
- Orchestre symphonique de la radio coréenne (KBS Symphony Orchestra), fondé en 1956[27]

## Croatie
- Orchestre philharmonique de Zagreb, fondé en 1919[28]

## Danemark
- Orchestre royal du Danemark (Der Kongelige Kapel), fondé en 1448, direction Michael Schønwandt
- Orchestre symphonique national du Danemark (DR SymfoniOrkestret), fondé en 1925[28], direction Fabio Luisi
- Orchestre symphonique d'Odense, fondé en 1946

## Espagne
- Orchestre symphonique de Barcelone (Orquestra Simfònica de Barcelona i Nacional de Catalunya), fondé en 1944[28], direction Eiji Ōue
- Orchestre de Cordoue (Orquesta de Cordóba), fondé en 1992 par Leo Brouwer, direction Manuel Hernández Silva
- Orchestre symphonique de Galice (Orquesta sinfónica de Galicia - La Corogne), fondé en 1992, direction Víctor Pablo Pérez
- Orchestre de la Ville de Grenade (Orquesta Ciudad de Granada), fondé en 1989[29]
- Orchestre national d'Espagne (Orquesta nacional de España - Madrid), fondé en 1940[29], direction Josep Pons
- Orchestre de la Communauté de Madrid (Orquesta de la Comunidad de Madrid), fondé en 1987[29]
- Orchestre symphonique de Madrid (Orquesta sinfónica de Madrid)[30], fondé en 1903, direction Jesús López Cobos
- Orchestre symphonique de la Principauté des Asturies (Orquesta sinfónica del Principado de Asturias - Oviedo), fondé en 1991, direction Maximiano Valdés
- Orchestre symphonique des Baléares (Orquesta sinfónica de Baleares - Palma de Majorque), fondé en 1988, direction Philippe Bender
- Orchestre symphonique de la radio-télévision espagnole (Orquesta Sinfónica de Radio Televisión Española - Madrid), fondé en 1965[30]
- Orchestre national basque (Orquesta sinfónica de Euskadi - Saint-Sébastien), fondé en 1982[30], direction Robert Treviño

## Estonie
- Orchestre symphonique national estonien, fondé en 1926[31]

## États-Unis
- Orchestre symphonique d'Atlanta[31], fondé en 1945
- Orchestre symphonique de Baltimore[31], fondé en 1916, direction Marin Alsop
- Orchestre philharmonique de Boston, fondé en 1979, direction Benjamin Zander
- Orchestre symphonique de Boston, fondé en 1881[32], direction Andris Nelsons
- Orchestre philharmonique de Buffalo, fondé en 1937[33]
- Orchestre symphonique de Chicago, fondé en 1891[33], direction Riccardo Muti
- Orchestre symphonique de Cincinnati, fondé en 1895[34], direction Louis Langrée
- Orchestre de Cleveland, fondé en 1918[34], direction Franz Welser-Möst
- Orchestre symphonique de Dallas, fondé en 1900[35], directeur musical Jaap van Zweden
- Orchestre symphonique du Colorado (Denver), fondé en 1921[36]
- Orchestre symphonique de Detroit, fondé en 1914[36], poste de directeur musical Leonard Slatkin
- Orchestre symphonique de Houston, fondé en 1913[36], direction Hans Graf
- Orchestre symphonique d'Indianapolis, fondé en 1930[37], direction Mario Venzago
- Orchestre symphonique de Kansas City, fondé en 1934, sous cette appellation depuis 1982[37]
- Orchestre philharmonique de Los Angeles, fondé en 1919[37], direction Gustavo Dudamel
- Orchestre philharmonique de Louisiane (La Nouvelle-Orléans), fondé en 1936[38], direction Carlos Miguel Prieto (en)
- Orchestre de Louisville, fondé en 1937[38]
- Orchestre symphonique de Milwaukee, fondé en 1959[39]
- Orchestre symphonique du Minnesota (Minneapolis), fondé en 1903[39], direction Osmo Vänskä
- American Symphony Orchestra (New York), fondé en 1962 par Leopold Stokowski[39]
- Orchestre philharmonique de Brooklyn (New York), fondé en 1954, direction Michael Christie
- Orchestre philharmonique de New York, fondé en 1842[40], direction Jaap van Zweden
- Orchestre de l'église Saint-Luc (Orchestra of St. Luke's, New York), fondé en 1979[41]
- Orchestre symphonique de la NBC (New York), fondé en 1937, dissous en 1963[41]
- Orchestre symphonique de New York, fondé en 1878, fusionne en 1928 avec l'Orchestre philharmonique de New York[41]
- Orchestre de Philadelphie, fondé en 1900[42], direction Yannick Nézet-Séguin
- Orchestre symphonique de Pittsburgh, fondé en 1895[43], direction Manfred Honeck
- Orchestre philharmonique de Rochester, fondé en 1922[44]
- Orchestre symphonique de Saint Louis, fondé en 1881[44], direction David Robertson
- Orchestre symphonique de l'Utah (Salt Lake City), fondé en 1940[45]
- Orchestre symphonique de San Diego, fondé en 1902[45]
- Orchestre symphonique de San Francisco, fondé en 1911[45], direction Michael Tilson Thomas
- Orchestre symphonique de Seattle, fondé en 1903[46]
- Orchestre symphonique national (Washington), fondé en 1931[46], direction Christoph Eschenbach.

Les phalanges de Boston, Chicago, Cleveland, New York et Philadelphie, considérées comme les meilleures d'Amérique, sont désignées comme Big Five (Le Monde du 22 août 2008)

## Finlande
- Orchestre philharmonique d'Helsinki, fondé en 1882[47], direction Susanna Mälkki
- Orchestre symphonique de la radio finlandaise (Helsinki), fondé en 1927[47], direction Hannu Lintu
- Orchestre symphonique de Lahti, fondé en 1910, direction Jukka-Pekka Saraste

## France
- Orchestre national des Pays de la Loire (Angers-Nantes), fondé en 1971[48]
- Orchestre national Bordeaux Aquitaine, fondé en 1974[48], direction Paul Daniel
- Orchestre national de Cannes, fondé en 1975[49], direction Benjamin Levy
- Orchestre national de Lille[49], fondé en 1976, direction Joshua Weilerstein
- Orchestre national de Lyon[50], fondé en 1905, direction Leonard Slatkin
- Orchestre national de Lorraine[50], fondé à Metz en 1976, direction Jacques Mercier
- Orchestre national Montpellier, fondé en 1979[51], directeur musical Lawrence Foster
- Orchestre national de Mulhouse[51], fondé en 1867, direction Christoph Koncz
- Orchestre de l'Opéra national de Lorraine (Nancy), fondé en 1884, direction Marta Gardolińska
- Orchestre philharmonique de Nice, fondé en 1945 (sous le nom d'Orchestre symphonique municipal de la Ville de Nice)[52], direction Marco Guidarini
- Orchestre Colonne (Paris), fondé en mars 1873[52], direction Laurent Petitgirard
- Orchestre Lamoureux (Paris), fondé en 1881[53], direction Yutaka Sado
- Orchestre des concerts Straram (Paris), fondé en 1925, dissous en 1933[54]
- Orchestre radio-lyrique puis Orchestre lyrique de l'ORTF, fondé en 1941, disparu en 1975[54]
- Orchestre national de France, fondé en 1934[54], direction Cristian Măcelaru
- Orchestre national d'Île-de-France, fondé en 1974[55], direction Case Scaglione
- Orchestre de Paris, fondé en 1967[55], direction Klaus Mäkelä
- Orchestre Pasdeloup (Paris), fondé en 1861[56], actuel conseiller artistique Patrice Fontanarosa
- Orchestre philharmonique de Paris, fondé en 1935, dissous en 1938[57]
- Orchestre philharmonique de l'ORTF, fondé en 1937, intégré au Nouvel Orchestre philharmonique de Radio France en 1976[57]
- Orchestre philharmonique de Radio France, fondé en 1976[58], direction Mikko Franck
- Orchestre de l'Opéra national de Paris, fondé en 1672
- Orchestre de la Société des concerts du Conservatoire, fondé en 1828, dissous en 1967, remplacé par l'Orchestre de Paris[59]
- Orchestre symphonique français, fondé en 1989, dissous en 1997[59]
- Orchestre symphonique de la Garde républicaine, fondé en 1948[60]
- Orchestre symphonique de Paris, fondé en 1928, dissous en 1938[60]
- Orchestre national de Bretagne, fondé en 1989[60], direction Grant Llewellyn
- Orchestre philharmonique de Strasbourg[60], fondé en 1855 (l'un des plus anciens de France), direction Aziz Shokhakimov
- Orchestre radio-symphonique de Strasbourg, fondé en 1930, dispersé en 1939, reconstitué après-Guerre, fusionné en 1975, à la disparition de l'ORTF, avec l'Orchestre municipal de Metz pour constituer l'Orchestre philharmonique de Lorraine[61]
- Orchestre national du Capitole de Toulouse[61], fondé au début du XVIIIe siècle
- Ensemble Matheus (Brest), orchestre symphonique de la ville de Brest, fondé en 1991[62], direction Jean-Christophe Spinosi
- Orchestre national d'Auvergne, fondé en 1981[63], direction Roberto Forés Veses
- Orchestre Dijon Bourgogne, fondé en 2009, direction Joseph Bastian
- Orchestre Victor-Hugo, fondé en 1994, directeur artistique Jean-François Verdier
- Orchestre de l'Opéra de Rouen, fondé en 1998, direction Oswald Sallaberger
- Orchestre de l'Opéra national de Lyon, fondé en 1983, direction Kazushi Ōno
- Orchestre de Pau Pays de Béarn, dirigé par Fayçal Karoui
- Orchestre des Pays de Savoie, fondé en 1984, direction Nicolas Chalvin
- Orchestre de Picardie, fondé en 1972[64], direction Johanna Malangré
- Orchestre des Champs-Élysées (Poitiers), fondé en 1991, direction Philippe Herreweghe
- Orchestre national Avignon-Provence, fondé à la fin du XVIIIe siècle, direction Debora Waldman
- Orchestre philharmonique de Marseille, fondé en 1981, direction Lawrence Foster
- Orchestre de Chambre Nouvelle-Aquitaine, direction Jean-François Heisser
- Orchestre régional de Normandie, fondé en 1982, direction Jean Deroyer
- Orchestre symphonique Saint-Étienne Loire, fondé en 1987, direction David Reiland
- Orchestre symphonique de l'Aube, fondé en 2000, direction Gilles Millière
- Orchestre symphonique d'Orléans, précédemment Société des Concerts du Conservatoire, direction Marius Stieghorst
- Orchestre symphonique Région Centre-Val de Loire Tours, créé en 2002, direction Jean-Yves Ossonce
- Orchestre de Limoges et du Limousin, 25e anniversaire célébré lors de la saison 2013-2014, direction Robert Tuohy
- La Chambre philharmonique, fondé en 2004 par Emmanuel Krivine

## Grèce
- Orchestre des Couleurs, fondé en 1989, direction Miltos Logiadis
- Orchestre national d'Athènes, fondé en 1893[65], direction Byron Fidetzis
- Orchestre national de Thessalonique, fondé en 1959

## Hongrie
- Orchestre du festival de Budapest (Budapesti Fesztiválzenekat hírei), fondé en 1983[65], direction Iván Fischer
- Orchestre philharmonique de Budapest (Budapesti Filharmóniai Társaság Zenekara), fondé en 1853[65]
- Orchestre symphonique de Budapest, fondé en 1943
- Orchestre de la Philharmonie nationale hongroise (Nemzeti Filharmonikus Zenekar), fondé en 1923[65]

## Iran
- Orchestre symphonique de Téhéran, fondé en 1937, direction Nader Mashyeskhi

## Irlande
- Orchestre symphonique de la radio-télévision irlandaise, fondé en 1946[66]

## Islande
- Orchestre symphonique d'Islande, fondé en 1950[66]

## Israël
- Orchestre philharmonique d'Israël (Tel-Aviv), fondé en 1936[67], direction Lahav Shani
- Orchestre symphonique de Jérusalem (Kol Israel), fondé en 1936[66]

## Italie
- Orchestra Mozart (en) (Bologne), fondé en 1994[67]
- Orchestre du Mai musical florentin, fondé en 1928[68]
- Orchestre de Toscane, fondé en 1981[68]
- Orchestre de l'Angelicum de Milan, fondé en 1941, dissous en 1992[68]
- Orchestre philharmonique de la Scala, fondé en 1982[68]
- Orchestre symphonique de la RAI de Milan, fondé en 1950, dissous en 1994[69]
- Orchestre symphonique Giuseppe-Verdi de Milan, fondé en 1993[69]
- Orchestre régional d'Émilie-Romagne, fondé en 1975[69]
- Orchestre de l'Académie nationale Sainte-Cécile, fondé en 1908[70]
- Orchestre symphonique de la RAI de Rome, fondé en 1936, dissous en 1994[70]
- Orchestre symphonique de la RAI de Turin, fondé en 1932[71], dissous en 1994
- Orchestre symphonique national de la RAI (Turin), fondé en 1994

## Japon
- Nouvel orchestre philharmonique du Japon, fondé en 1972[72]
- Orchestre philharmonique de Kanagawa, fondé en 1970
- Orchestre philharmonique de Nagoya, fondé en 1966[71]
- Orchestre philharmonique d'Ōsaka, fondé en 1947[72]
- Orchestre philharmonique de Tokyo, fondé en 1911[72]
- Orchestre philharmonique du Japon, fondé en 1956[72]
- Orchestre symphonique de Hiroshima, fondé en 1963
- Orchestre symphonique de Kyoto, fondé en 1956[71]
- Orchestre symphonique de la NHK (Tōkyō), fondé en 1926[73]
- Orchestre symphonique de Sapporo, depuis 1961
- Orchestre symphonique de Tokyo, fondé en 1946[73]
- Orchestre symphonique métropolitain de Tokyo, fondé en 1964[74]
- Orchestre symphonique Yomiuri du Japon (Tōkyō), fondé en 1962[74]

## Lettonie
- Orchestre symphonique national de Lettonie, fondé en 1926[75]

## Lituanie
- Orchestre symphonique national de Lituanie, fondé en 1940[76]

## Luxembourg
- Orchestre philharmonique du Luxembourg, fondé en 1933[76], direction Gustavo Gimeno

## Maroc
- Orchestre philharmonique du Maroc

## Mexique
- Orchestre symphonique national (Orquesta Sinfónica Nacional OSN), fondé en 1947
- Orchestre philharmonique de Mexico (Orquesta Filarmónica de la Ciudad de México), fondé en 1978[76]
- Orchestre symphonique de Mineria (Orquesta Sinfonica de Mineria), fondé en 1978, direction Carlos Miguel Prieto

## Monaco
- Orchestre philharmonique de Monte-Carlo, fondé en 1856[77], direction Yakov Kreizberg

## Norvège
- Orchestre philharmonique de Bergen (Bergen Filharmoniske Orkester), fondé en 1765[78], direction Andrew Litton
- Orchestre philharmonique d'Oslo (Oslo-Filharmonien), fondé en 1879, direction Klaus Mäkelä
- Orchestre de la radio norvégienne, fondé en 1946[79]

## Nouvelle-Zélande
- Orchestre philharmonique d'Auckland (Auckland Philharmonia Orchestra), fondé en 1985 direction Eckehard Stier.
- Orchestre symphonique de Christchurch (Christchurch Symphony Orchestra), fondé en 1958.
- Orchestre symphonique de Nouvelle-Zélande (New Zealand Symphony Orchestra), fondé en 1946, direction Pietari Inkinen

## Oman
- Orchestre symphonique royal d'Oman (Royal Oman Symphony orchestra), fondé en 1985

## Pays-Bas
- Orchestre royal du Concertgebouw (Amsterdam), fondé en 1888[79], direction Daniele Gatti
- Orchestre de la Résidence de La Haye (Residentie Orkest), fondé en 1904[80], direction Neeme Järvi.
- Orchestre philharmonique de Rotterdam (Rotterdams Philharmonisch Orkest), fondé en 1918[81], direction Lahav Shani
- Orchestre philharmonique de la radio néerlandaise, fondé en 1945[80]

## Pologne
- Orchestre philharmonique de Varsovie (Filharmonia Narodowa), fondé en 1901[82], direction Antoni Wit
- Orchestre symphonique national de la radio polonaise, fondé en 1935[83], direction Gabriel Chmura avec comme principal chef invité Stanisław Skrowaczewski
- Orchestre symphonique de la radio polonaise (Polska Orkiestra Radiowa), fondé en 1945
- Orchestre de la Philharmonie de Silésie (Państwowa Filharmonia Ślaska), fondé en 1945[83]
- Philharmonique de Łódź Arthur Rubinstein (Filharmonia Łódzka im. Artura Rubinstein), fondé en 1915
- Philharmonie de Szczecin (Filharmonia Szczecińska), fondée en 1948
- Sinfonia Varsovia, fondé en 1984

## Portugal
- Orchestre de la fondation Gulbenkian, fondé en 1962[82]

## République tchèque
- Orchestre philharmonique tchèque, fondé en 1894 (concert inaugural sous la direction de Dvořák)[84], direction Zdeněk Mácal
- Orchestre philharmonique de Prague, fondé en 1989
- Orchestre symphonique de Prague, fondé en 1934[85], direction Jiří Kout
- Orchestre symphonique national tchèque (Český národní symfonický orchestre), fondé en 1993
- Orchestre symphonique de la radio de Prague (Symfonický orchestr Českého rozhlasu), fondé en 1926[85]
- Prague Philharmonia (en), fondé en 1993, direction Emmanuel Villaume

## Roumanie
- Orchestre philharmonique George Enescu, fondé en 1868[86]
- Orchestre national de la radio roumaine, fondé en 1928[87]
- Philharmonie moldave de Iași, fondé en 1942[88]

## Royaume-Uni
- Orchestre symphonique de Birmingham (City of Birmingham Symphony Orchestra), fondé en 1920, direction Mirga Gražinytė-Tyla
- Orchestre symphonique de Bournemouth, fondé en 1893, direction Kirill Karabits
- Orchestre national royal d'Écosse (Glasgow), fondé en 1891, direction Stéphane Denève
- Orchestre philharmonique royal de Liverpool, fondé en 1840, direction Vasily Petrenko
- Orchestre Philharmonia (Londres), fondé en 1945, direction Esa-Pekka Salonen
- Orchestre philharmonique de Londres, fondé en 1932, direction Vladimir Jurowski
- Orchestre philharmonique royal (Royal Philharmonic Orchestra - Londres), fondé en 1946, direction Charles Dutoit
- Orchestre symphonique de Londres, fondé en 1904, direction Simon Rattle
- Orchestre symphonique de la BBC (Londres), fondé en 1930, direction Sakari Oramo
- Orchestre Hallé (Manchester), fondé en 1858, direction Mark Elder
- Orchestre philharmonique de la BBC (Manchester), fondé en 1922, direction Juanjo Mena

## Russie(etUnion soviétique)
Ces orchestres ont fréquemment changé de nom pendant l'ère soviétique. Les noms indiqués ne sont donc pas les seuls qui ont pu les désigner.
- Orchestre national de Russie, fondé en 1990 par Mikhail Pletnev
- Orchestre philharmonique de Moscou, fondé en 1951, direction Iouri Simonov
- Orchestre philharmonique de Saint-Pétersbourg (ex-Orchestre philharmonique de Leningrad), fondé en 1882, direction Iouri Temirkanov
- Orchestre symphonique de la fédération de Russie (ex-Orchestre symphonique d'État de l'URSS), fondé en 1936, direction Mark Gorenstein
- Orchestre symphonique Tchaïkovski de la Radio de Moscou (ex-Orchestre symphonique de la Radio et Télévision d'État de l'URSS), fondé en 1930, direction Vladimir Fedosseïev
- Orchestre symphonique de la Chapelle de l'État russe (ex-Orchestre symphonique du ministère de la Culture de l'URSS), direction Valeri Polianski.

## Singapour
- Orchestre symphonique de Singapour, fondé en 1979[89]
- Orchestra of the Music Makers, fondé en 2008

## Slovaquie
- Orchestre symphonique de la radio slovaque, fondé en 1929[90]
- Orchestre philharmonique slovaque, fondé en 1949[89], actuel chef principal Vladimír Válek
- Philharmonie d'État de Košice (Štátna filharmónia Košice (ŠfK)), fondé en 1968

## Slovénie
- Orchestre de la Philharmonie slovène, fondé en 1908[90]

## Suède
- Kungliga Hovkapellet, fondé en 1526, accompagne principalement l'Opéra royal de Stockholm depuis 1773.
- Orchestre philharmonique royal de Stockholm, fondé en 1902[91], direction Sakari Oramo
- Orchestre symphonique de Göteborg, fondé en 1905[90], direction Gustavo Dudamel
- Orchestre symphonique d'Helsingborg, fondé en 1912[91]
- Orchestre symphonique de Malmö, fondé en 1925
- Orchestre symphonique de la radio suédoise (Stockholm), fondé en 1936[91], direction Daniel Harding

## Suisse
- Orchestre de la Suisse italienne (Lugano), fondé en 1933[92], direction Alain Lombard
- Orchestre de la Suisse romande (Genève), fondé en 1918[93], direction Jonathan Nott
- Orchestre du Festival de Lucerne, fondé en 1938
- Orchestre symphonique genevois, fondé en 1977, direction Hervé Klopfenstein
- Orchestre de la Tonhalle de Zurich, fondé en 1868[92], direction Lionel Bringuier
- Orchestre symphonique de Bâle (Bâle), fondé en 1876, direction Dennis Russell Davies
- Orchestre symphonique de Berne, fondé en 1877[93],  direction Mario Venzago

## Taïwan
- Orchestre symphonique national (en)
- Orchestre symphonique de Taipei (en)
- Orchestre symphonique de Kaohsiung (en)
- Orchestre symphonique national de Taïwan (en)
- Orchestre symphonique Evergreen (en)

## Tunisie
- Orchestre symphonique tunisien, fondé en 1969, direction Ahmed Achour
- Orchestre symphonique scolaire et universitaire, fondé en 1989, direction Hafedh Makni

## Turquie
- Orchestre symphonique présidentiel, fondé en 1826, direction Rengim Gökmen
- Orchestre symphonique de Bilkent, fondé en 1993[94], direction Klaus Weise

## Ukraine
- Orchestre symphonique national d'Ukraine, fondé en 1918, direction Theodore Kuchar
- Orchestre symphonique de la radio ukrainienne, fondé en 1929

## Viêt Nam
- Orchestre philharmonique de Hanoï
- Orchestre symphonique national du Vietnam (en), fondé en 1984.
- Théâtre d'opéra et ballet du Vietnam, fondé en 1959.
- Théâtre d'opéra et ballet de Hochiminh ville, fondé en 1993.